# Bellaterra
Bellaterra es una entidad municipal descentralizada de Sardañola del Vallés, en la comarca del Vallés Occidental, en la provincia española de Barcelona.

## Historia
Se inició como una urbanización en 1929 que el farmacéutico Bartoméu, parceló en terrenos de su suegro y consiguió que se hiciera una parada de los ferrocarriles catalanes, en esos momentos operado por la compañía Ferrocarriles de Cataluña S.A. (F.C.C.S.A.), que entró en servicio el 22 de junio de 1930. 
A principios de los años 30 arquitectos como Lluís Girona o Emili Sala Pibernat empezaron a construir algunas casas de segunda residencia en la zona de Can Domènec. El proyecto oficial de urbanización de la zona no se aprobaría hasta unos años después, en 1934. Con los años, la urbanización se fue ampliando progresivamente y distanciando de la vida social de Sardañola, hasta que, el 27 de junio de 2008, la Comisión de Política Territorial de la Generalidad de Cataluña aprobó el expediente de propuesta de EMD.
El martes 6 de julio de 2010, fue un día histórico para Bellaterra, al constituirse oficialmente la Entidad municipal descentralizada. A partir de dicha fecha, Bellaterra dejó de ser un barrio para convertirse en un pueblo perteneciente a Sardañola del Vallés. Ramon Andreu es el presidente de la junta gestora de la actual EMD.

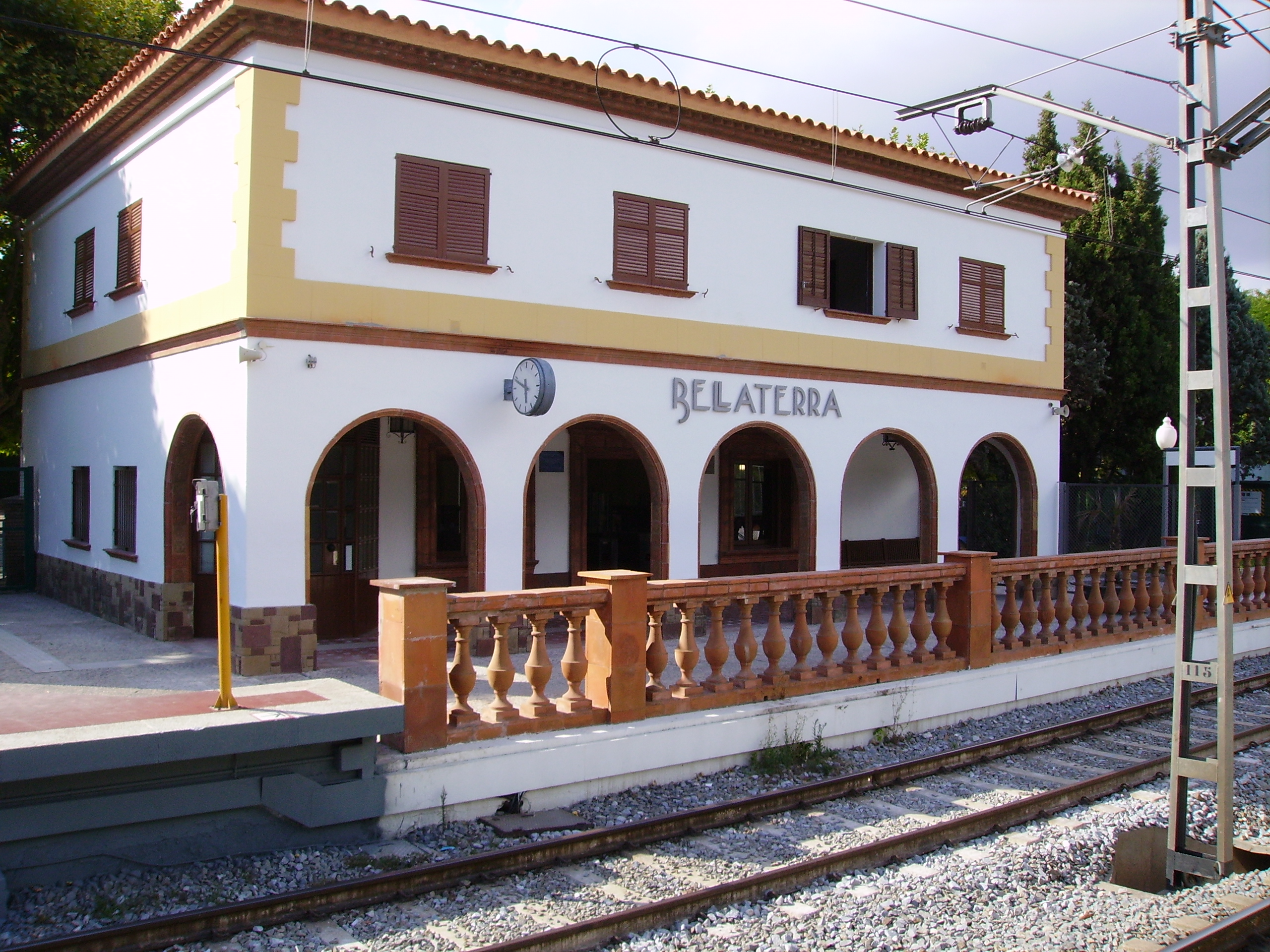
Parada de la estación de los ferrocarriles de la Generalitat de Cataluña (FGC).

## Población y territorio
Su población a 1 de enero de 2024 era de 3037 habitantes. La densidad de población de la zona y su trazado ofrecen la oportunidad de crear la tercera Vía Verde de Cataluña, la primera en la provincia de Barcelona.
Entre Bellaterra y el barrio de Serraperera, se encuentra el campus de la Universidad Autónoma de Barcelona, edificado en 1968 e inaugurado en 1971.

## Universidad

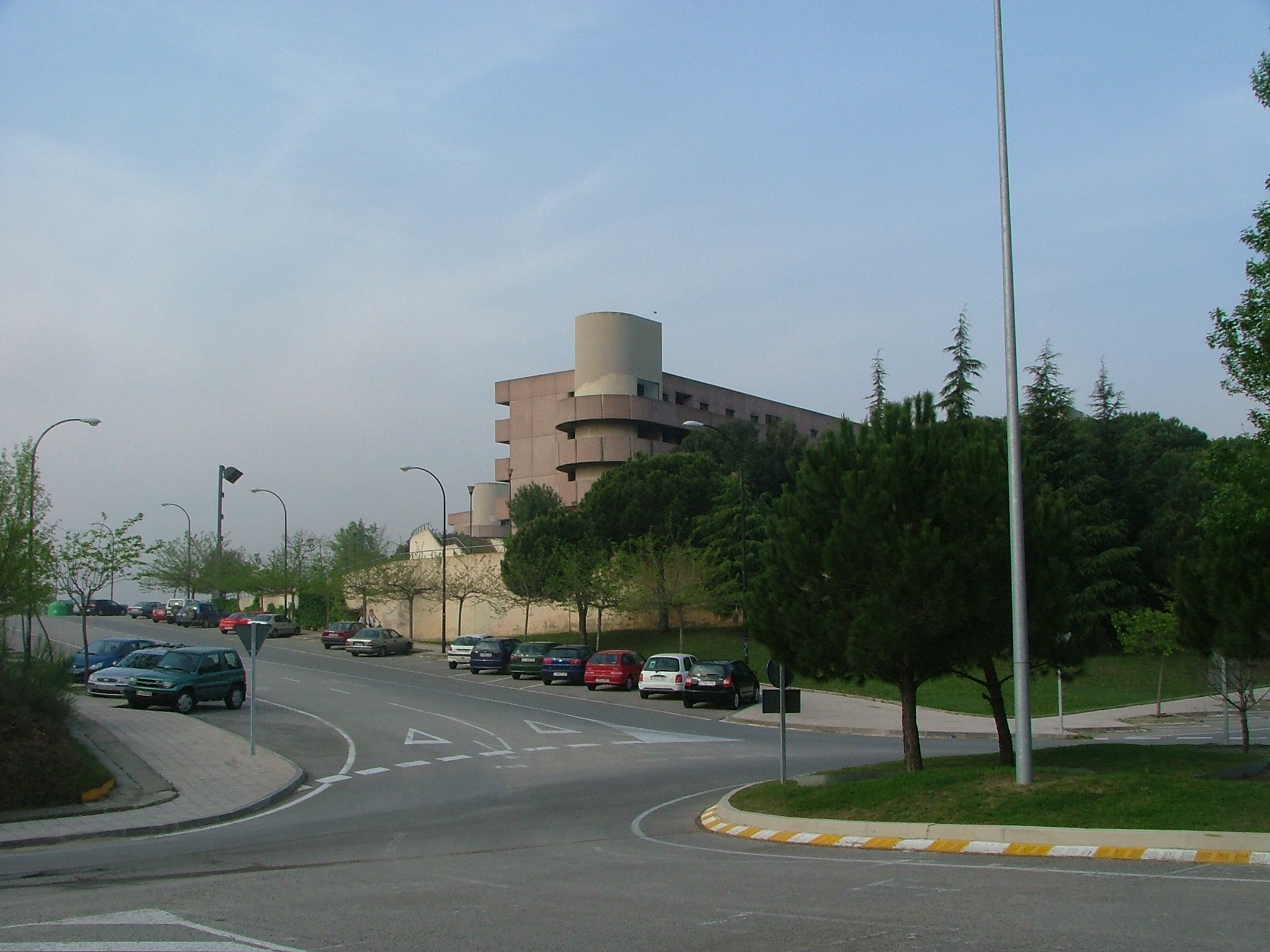
Campus universitario de la UAB en Bellaterra.

En 1970 se comienza la construcción del campus de la Universidad Autónoma de Barcelona (UAB) en Bellaterra. La Autónoma tiene 12 facultades y 1 escuela universitaria. Además, tiene 9 escuelas universitarias adscritas y 4 centros vinculados, que dependen de otras instituciones.